# A fény felé (album)
A fény felé a V’Moto-Rock együttes hatodik nagylemeze, amelyet a Favorit adott ki 1987-ben. Teljes játékideje: 42:34.

## Az album dalai

### A oldal (20:16)
1. A fény felé 4:20 (Lerch–Demjén)
2. Törd be a szívem! 4:05 (Lerch–Demjén)
3. Megszakadt egy kapcsolat 4:20 (Lerch–Demjén)
4. Szerelemördög 3:33 (Lerch–Demjén)
5. Esőt sír az ég 3:58 (Menyhárt–Demjén)

### B oldal (22:18)
1. Moziklip 4:45 (Lerch–Demjén)
2. Tűzvarázsló 5:16 (Lerch–Demjén)
3. Megy, ahogy jött az egész 3:39 (Menyhárt–Demjén)
4. Csak a vágy ölel át 4:14 (Lerch–Demjén)
5. Miért? 4:24 (Menyhárt–Demjén)